# Szwecja na Zimowych Igrzyskach Olimpijskich 1932
Szwecję na Zimowych Igrzyskach Olimpijskich 1932 reprezentowało 12 zawodników: 11 mężczyzn i jedna kobieta. Był to trzeci start reprezentacji Szwecji na zimowych igrzyskach olimpijskich.

## Zdobyte medale
| Medal  | Zawodnik         | Dyscyplina           | Konkurencja             | Rezultat    |
| ------ | ---------------- | -------------------- | ----------------------- | ----------- |
| Złoto  | Sven Utterström  | Biegi narciarskie    | bieg na 18 kim mężczyzn | 1:23:07,0 h |
| Srebro | Axel Wikström    | Biegi narciarskie    | bieg na 18 km mężczyzn  | 1:25:07,0 h |
| Srebro | Gillis Grafström | Łyżwiarstwo figurowe | soliści                 | 13 pkt      |

## Skład kadry

### Biegi narciarskie
Mężczyźni
| Konkurencja   | Zawodnik        | czas               | Pozycja            |
| ------------- | --------------- | ------------------ | ------------------ |
| Bieg na 18 km | Sven Utterström | 1:23:07,0          | złoto              |
| Bieg na 18 km | Axel Wikström   | 1:25:07,0          | srebro             |
| Bieg na 18 km | Nils Svärd      | 1:29:05,0          | 10.                |
| Bieg na 18 km | Sivert Mattsson | 1:29:54,0          | 11.                |
| Bieg na 50 km | Sven Utterström | 4:33:25,0          | 6.                 |
| Bieg na 50 km | John Lindgren   | 4:47:22,0          | 8.                 |
| Bieg na 50 km | Gustaf Jonsson  | 4:49:52,0          | 9.                 |
| Bieg na 50 km | Sivert Mattsson | Nie ukończył biegu | Nie ukończył biegu |

### Kombinacja norweska
Mężczyźni
| Zawodnik      | Konkurencja   | Skoki narciarskie | Skoki narciarskie | Skoki narciarskie | Skoki narciarskie | Bieg narciarski | Bieg narciarski | Bieg narciarski | Łącznie | Pozycja |
| Zawodnik      | Konkurencja   | Skok 1            | Skok 2            | Punkty            | Pozycja           | Czas biegu      | Pozycja         | Punkty          | Łącznie | Pozycja |
| ------------- | ------------- | ----------------- | ----------------- | ----------------- | ----------------- | --------------- | --------------- | --------------- | ------- | ------- |
| Sven Eriksson | Indywidualnie | 57,5              | 61,5              | 220,8             | 3.                | 1:39:32,0       | 181,50          | 12.             | 402,30  | 5.      |
| Holger Schön  | Indywidualnie | 53,5              | 52,0              | 201,8             | 8.                | 1:59:07,0       | 99,00           | 31.             | 300,80  | 28.     |

### Łyżwiarstwo figurowe
| Zawodnik         | Konkurencja | Nota   | Pozycja |
| ---------------- | ----------- | ------ | ------- |
| Gillis Grafström | Soliści     | 2514,5 | srebro  |
| Vivi-Anne Hultén | Solistki    | 2129,5 | 5.      |

### Łyżwiarstwo szybkie
Mężczyźni
| Zawodnik         | Konkurencja      | Eliminacje           | Eliminacje           | Finały          | Finały          |
| Zawodnik         | Konkurencja      | Czas                 | Miejsce              | Czas            | Miejsce         |
| ---------------- | ---------------- | -------------------- | -------------------- | --------------- | --------------- |
| Gustaf Andersson | Bieg na 1500 m   | b.d                  | 6.                   | → Nie awansował | → Nie awansował |
| Gustaf Andersson | Bieg na 5000 m   | b.d                  | 9.                   | → Nie awansował | → Nie awansował |
| Gustaf Andersson | Bieg na 10 000 m | Nie ukończył wyścigu | Nie ukończył wyścigu |                 |                 |

### Skoki narciarskie
Mężczyźni
| Skoczek       | Skok 1 | Skok 2 | Nota  | Pozycja |
| ------------- | ------ | ------ | ----- | ------- |
| Sven Eriksson | 65,5   | 64,0   | 218,9 | 4.      |
| Erik Rylander | 58,0   | 58,5   | 206,0 | 10.     |
| Holger Schön  | 57,0   | 61,5   | 201,8 | 11.     |